# Искорское (озеро)
Искорское — озеро в Вологодской области России. Располагается на территории Уломского сельского поселения Череповецкого района. Исток реки Искра. Относится к бассейну Рыбинского водохранилища. 
Площадь — 6,44 км². Площадь водосборного бассейна — 33,4 км².
Овалообразной формы, ориентировано в направлении северо-запад — юго-восток. Находится на высоте 108 м над уровнем моря, в лесистой болотной местности, к северу от деревни Искра.

## Данные водного реестра
По данным государственного водного реестра России относится к Верхневолжскому бассейновому округу, водохозяйственный участок — Рыбинское водохранилище до Рыбинского гидроузла и впадающие в него реки, без рек Молога, Суда и Шексна от истока до Шекснинского гидроузла, речной подбассейн — Реки бассейна Рыбинского водохранилища. Речной бассейн — (Верхняя) Волга до Куйбышевского водохранилища (без бассейна Оки).
Код объекта в государственном водном реестре — 08010200411110000003105.